# Штей (Хунедоара)
Штей (рум. Ștei) — село у повіті Хунедоара в Румунії. Входить до складу комуни Денсуш.
Село розташоване на відстані 293 км на північний захід від Бухареста, 35 км на південний захід від Деви, 148 км на південний захід від Клуж-Напоки, 118 км на схід від Тімішоари.

## Населення
За даними перепису населення 2002 року у селі проживали 233 особи, усі — румуни. Усі жителі села рідною мовою назвали румунську.